# Conrad Ganslandt
Conrad Ganslandt (* 30. September 1804 in Lübeck; † 19. Oktober 1884 ebenda) war ein deutscher Kaufmann und Parlamentarier.

## Leben
Conrad Ganslandt war ein Sohn des Lübecker Ratsherrn Röttger Ganslandt. Er war als Kaufmann in Lübeck tätig und wurde später Inspektor des Heiligen-Geist-Hospitals.
Ganslandt wurde 1848 Mitglied der konstituierenden Lübecker Bürgerschaft und auch 1849 in die Bürgerschaft gewählt. 
Er heiratete am 9. Oktober 1832 in Lübeck Louise Auguste Wunderlich (1810–1884) aus einer Lübecker Ratsfamilie. Ganslandts älterer Bruder Wilhelm Ganslandt war wie schon der Vater Ratsherr und Senator in Lübeck.